# Aethopyga primigenia
Aethopyga primigenia là một loài chim trong họ Nectariniidae.